# 虎杖浜駅
虎杖浜駅（こじょうはまえき）は、北海道白老郡白老町字虎杖浜にある北海道旅客鉄道（JR北海道）室蘭本線の駅である。駅番号はH27。電報略号はコヨ。事務管理コードは▲130318。

## 歴史

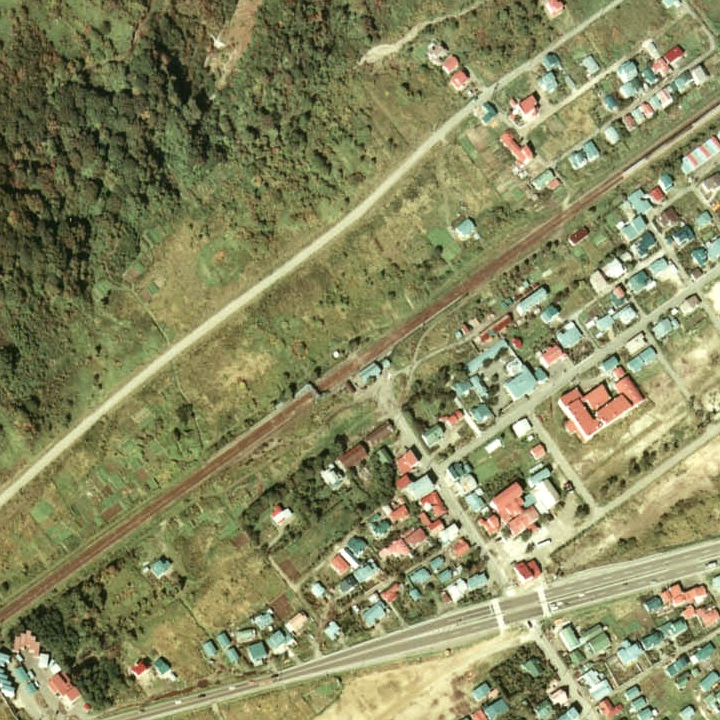
1976年の虎杖浜駅と周囲約500m範囲。左下が東室蘭方面。駅前の通りは浜から真直ぐ敷かれているが、既に貨物取扱が廃止されて15年以上経ち、海産物積込で賑わっていた面影は無い。

### 年表
- 1928年（昭和3年）8月5日：鉄道省の駅として開業[1]。一般駅[1]。
- 1960年（昭和35年）8月1日：貨物取扱い廃止[1]。
- 1980年（昭和55年）5月15日：荷物取扱い廃止[1]。無人化[3]。簡易委託化。
- 1981年（昭和56年）1月：駅舎改築。
- 1987年（昭和62年）4月1日：国鉄分割民営化によりJR北海道に継承[1]。

### 駅名の由来
もともと「クッタルシ（kuttar-us-i）」（イタドリ〔虎杖〕・群生する・ところ）が転訛し「クッタラシ」と呼ばれていた地名を和訳し駅名としたもので、その後地名となった。

## 駅構造
上下線でずれた相対式ホーム2面2線を跨線橋で結んだ地上駅。無人駅であり、駅舎は上り線ホームに設けられている。

### のりば
| ホーム | 路線      | 方向 | 行先             |
| ------ | --------- | ---- | ---------------- |
| 駅舎側 | ■室蘭本線 | 上り | 東室蘭・室蘭方面 |
| 反対側 | ■室蘭本線 | 下り | 苫小牧・札幌方面 |

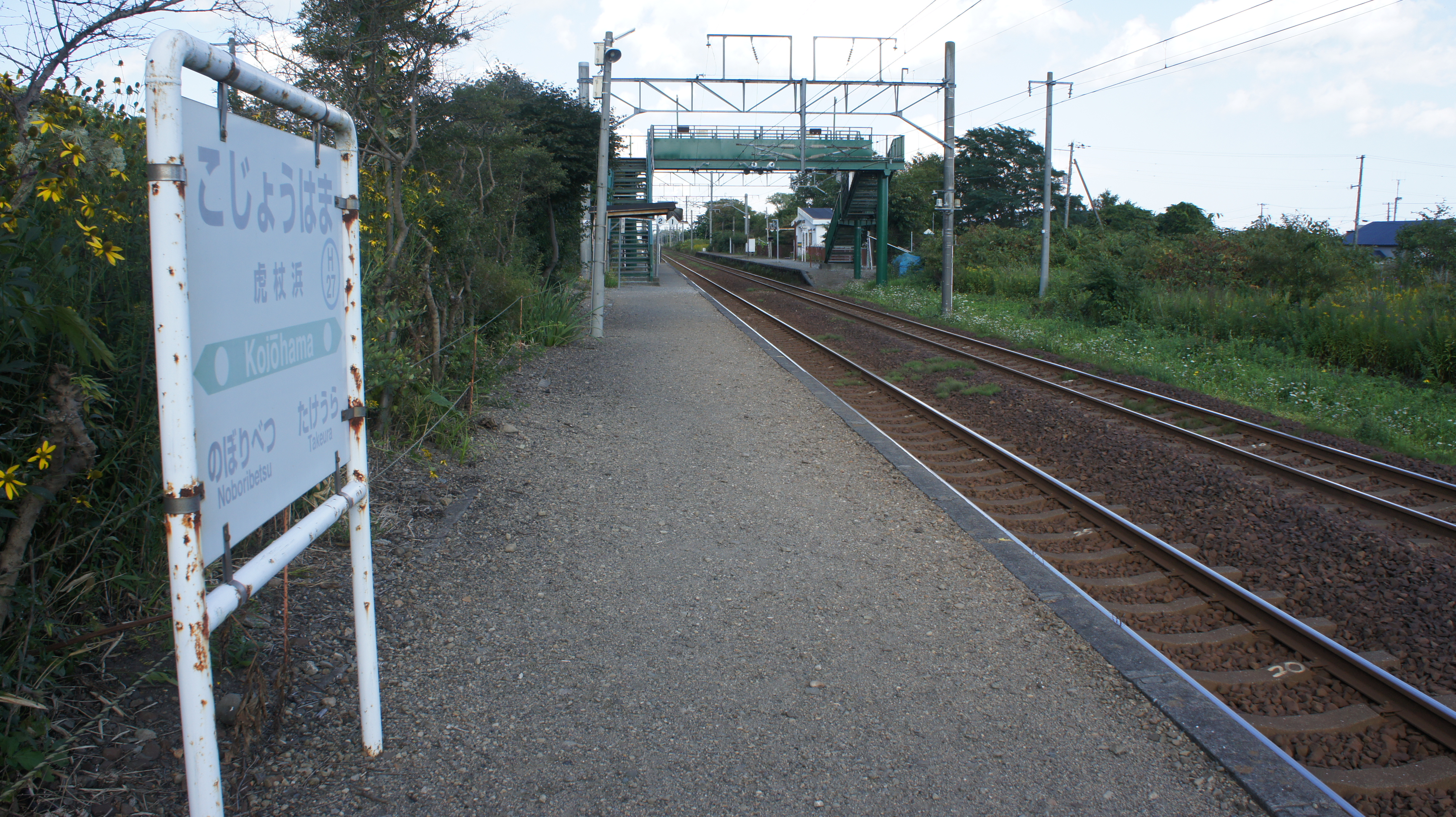
ホーム（2017年9月）
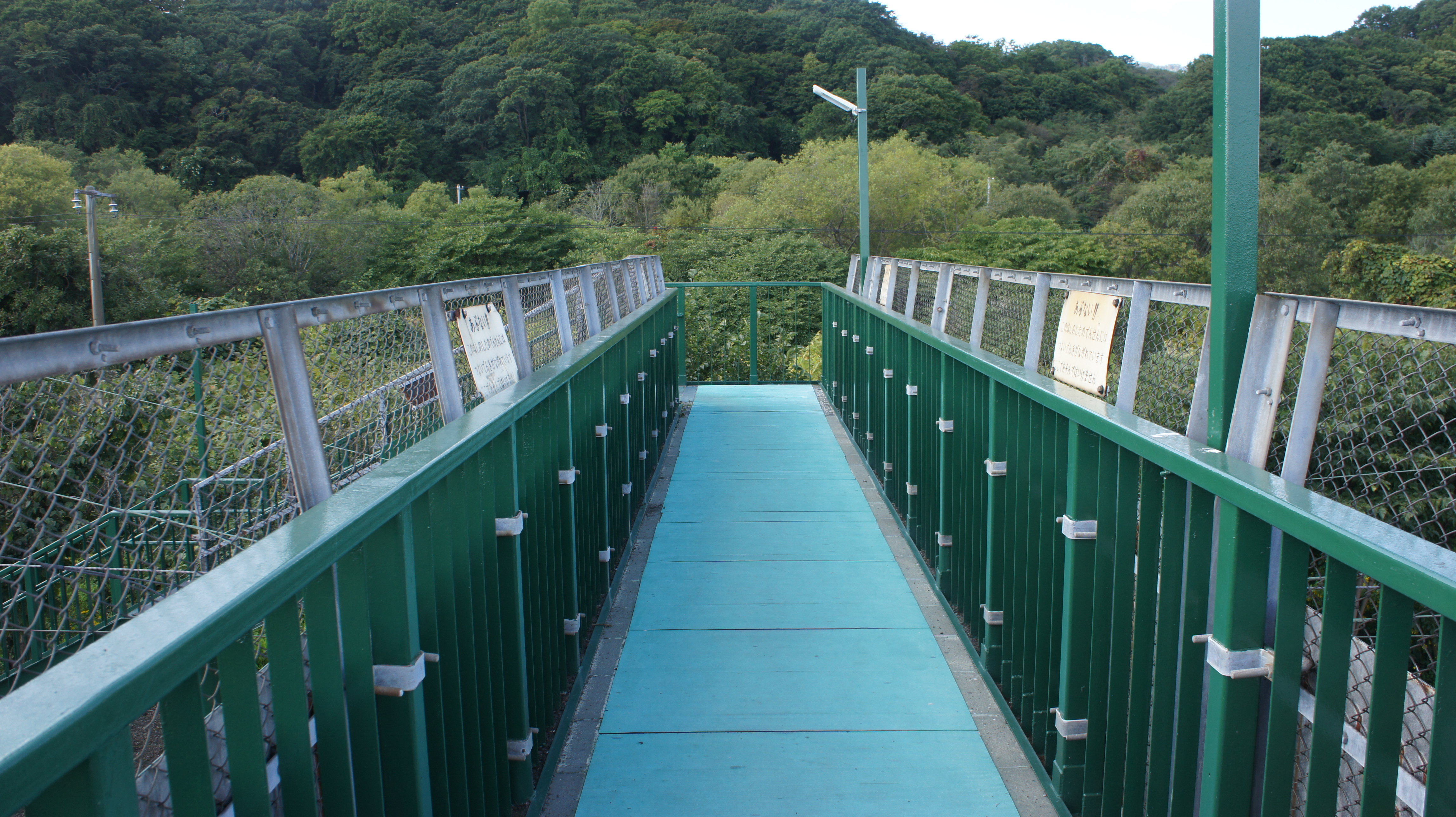
跨線橋（2017年9月）
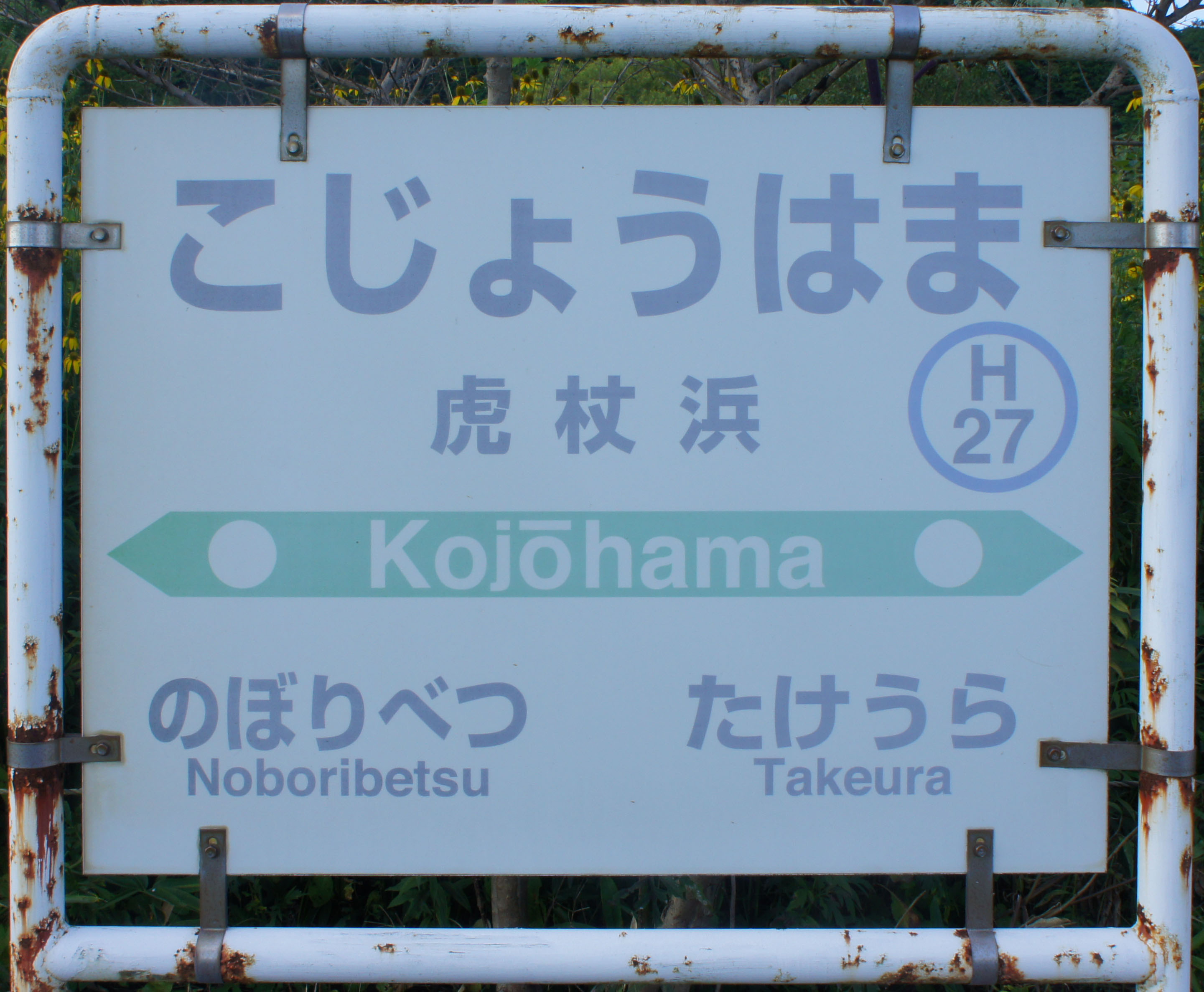
駅名標（2017年9月）

## 利用状況
1日の平均乗降人員は以下の通りである。
| 乗降人員推移 | 乗降人員推移 |
| 年度         | 1日平均人数  |
| ------------ | ------------ |
| 2011         | 150          |
| 2012         | 150          |
| 2013         | 122          |
| 2014         | 108          |

## 駅周辺
- 国道36号
- 白老町役場虎杖浜出張所
- 苫小牧警察署虎杖浜駐在所
- 虎杖浜郵便局
- 室蘭信用金庫虎杖浜支店
- いぶり中央漁業協同組合本所
- 虎杖浜温泉
- 虎杖浜温泉ホテル
- 道南バス「虎杖浜駅前」停留所

## 隣の駅
北海道旅客鉄道（JR北海道）
■室蘭本線
登別駅 (H28) - 虎杖浜駅 (H27) - 竹浦駅 (H26)